# Monet che legge
Monet che legge è un dipinto del pittore francese Pierre-Auguste Renoir, realizzato nel 1872 e conservato al Musée Marmottan Monet di Parigi.

## Descrizione
Renoir conobbe Monet nell'atelier del maestro Gleyre e con lui stabilì immediatamente un rapporto di fraterna amicizia, di fondamentale importanza per la sua crescita umana e pittorica. Con lui, infatti, Renoir intraprese un rapporto quasi simbiotico, e non di rado lavoravano seduti fianco a fianco per dipingere lo stesso soggetto, realizzando così vedute quasi identiche (si pensi a La Grenouillère) che differivano per lo stile pittorico e per l'interpretazione.
Uno dei luoghi più amati da Monet era Argenteuil. Presso questa località, indissolubilmente legata alla poetica impressionista, Renoir si recò numerose volte, e la tela Monet che legge risale proprio a uno di questi soggiorni. Monet che legge è un quadro dalle finalità domestiche e per questo motivo straordinariamente spontaneo. Con questo dipinto Renoir ci consegna un momento di intima tranquillità trascorso con Monet, colto mentre si legge un giornale e si fuma saporitamente una pipa. Le pennellate brevi e corsive sono depositate sulla tela con una tecnica che nega qualsiasi tradizione accademica e che prelude i futuri esiti della pittura impressionista. Di seguito riportiamo l'analisi tecnica di Giovanna Rocchi:
(Giovanna Rocchi)